# ビテュニアのテオドシオス
ビテュニアのテオドシオス（Theodosius of Bithynia、紀元前160年頃 - 紀元前100年頃）は、ギリシャの天文学者・数学者である。『球面幾何学』Sphaericsの著者として知られる。16世紀にフランチェスコ・マウロリコがテオドシオス著書の翻訳をおこなった。
ビテュニアのTripolisに生まれた。ウィトルウィウスと同時代の学者である。緯度の異なるどの場所でも使用できる日時計を考案したといわれる。『球面幾何学』はエウクレイデスの幾何学に基づいて天文学のための球面の幾何学を扱った。
そのほかに異なった地方における天体現象を扱った『居住地について』と、太陽の運動についてかかれた『日中と夜について』が残されている。